# 佐久大学信州短期大学部
佐久大学信州短期大学部（日语：／ Saku Daigaku Shinshū Tankidaigakubu *），简称信短，是一所位于日本长野县佐久市的私立短期大学。前信州短期大学（日语：／ Shinshū Tankidaigaku *）。

## 概要

### 简介
- 短期大学为于1988年开办[1]、由学校法人佐久学园经营。为男女同校[2]。

### 历史
- 1988年 信州短期大学成立并同时设置一个学科即经营学科[1]。
- 2001年 经营学科变更为经营信息学科[1]。
- 2002年 生活管理学科[注 3]成立。
- 2006年 生活管理学科[注 3]分离为两个专攻即护理福利专攻和健康・体育专攻[注 5]。
- 2009年 生活管理学科健康・体育专攻[注 5]招生最后、次年停止招生[1]。
- 2010年 生活管理学科[注 3]护理福利专攻改编为护理福利学科[1]。经营信息学科改名为总合商务学科[1]。
- 2011年 总合商务学科招生最后、次年停止招生。

### 宪章
- 请参看佐久大学信州短期大学部的标志（页面存档备份，存于） （日語） 2014年1月31日阅览。

## 学校环境
- 校区：在长野县佐久市

## 历任校长
- 冈宫二郎：第一代短期大学校长[3]。
- 白井汪芳：现在短期大学校长[4]

## 组织

### 学科
- 护理福利学科

### 前学科
- 总合商务学科[注 2]
- 生活管理学科[注 3][注 4]
  - 护理福利专攻[注 4]
  - 健康・体育专攻[注 5][注 6]

### 专科
| - 没有 |

### 业余课程
| - 没有 |

## 相关链接
- 日本短期大学列表
- 佐久大学